# 新伊钦
新伊钦（捷克語：Nový Jičín，捷克語發音：[ˈnoviː ˈjɪtʃiːn]；德語：、，新蒂柴恩）位于喀尔巴阡山脉支脉，是捷克摩拉维亚-西里西亚州的一座城市，人口達 26,500（2006年）。

## 友好城市
- 法國 韦尼雪

49°35′38″N 18°00′36″E / 49.594°N 18.01°E